# Eileen Herlie
Eileen Herlie (Glasgow, 8 marzo 1918 – New York, 8 ottobre 2008) è stata un'attrice scozzese naturalizzata statunitense.

## Carriera
È nota soprattutto per il ruolo di Gertrude nell'Amleto (1948) di Laurence Olivier, che interpretò pur essendo undici anni più giovane di Olivier, che interpretava suo figlio Amleto. In campo televisivo è nota per il ruolo di Myrtle nella soap opera La valle dei pini, per cui fu candidata a tre Daytime Emmy Award.
È stata anche un'apprezzata interprete teatrale, sia di prosa che di musical e nel 1960 ottenne una candidatura al Tony Award alla miglior attrice protagonista in un musical per la sua performance in Take Me Along.

## Filmografia

### Cinema
- Amleto (Hamlet), regia di Laurence Olivier (1948)
- Freud - Passioni segrete (Freud: The Secret Passion), regia di John Huston (1962)
- Il gabbiano (The Sea Gull), regia di Sidney Lumet (1968)

### Televisione
- La valle dei pini (All My Children) - soap opera, 698 episodi (1976 - 2008)
- Quando si ama (Loving) - soap opera, 1 episodio (1993)
- Una vita da vivere (One Life to Live) - soap opera, 1 episodio (2000)